# Messier 53
A Messier 53 (más néven M53 vagy NGC 5024) egy gömbhalmaz a Bereniké Haja csillagképben

## Felfedezése
Az M53 gömbhalmazt Johann Elert Bode fedezte fel 1775. február 3-án. Charles Messier francia csillagász Bode-tól függetlenül fedezte fel, majd katalogizálta 1777. augusztus 3-án. William Herschel volt az első, akinek sikerült csillagokra bontania a halmazt.

## Megfigyelési lehetőség
Az M53 az α Comae Berenices csillagtól 1 fokra északkeletre található meg.